# Водки
Водки (словац. Vôdky) — річка; права притока Белянського потоку, протікає в окрузі Мартін.
Довжина приблизно 9,6—11,4 км. Витік знаходиться в масиві Велика Фатра (схил гори Ярабіна) — на висоті приблизно 1120 метрів.
Протікає територією сіл Склабінський Подзамок; Заборіє; Турчянске Ясено і Бела-Дулиці. Впадає в Белянський потік на висоті приблизно 500-505 метрів.